# او بیم سیاک
او بیم سیاک (کره‌ای: 오범석؛ زادهٔ ۲۹ ژوئیهٔ ۱۹۸۴) یک بازیکن فوتبال اهل کره جنوبی است.
وی همچنین در تیم‌های ملی فوتبال کره جنوبی کره جنوبی کره جنوبی بازی کرده‌است.